# Vernon (Colorado)
Vernon es un lugar designado por el censo ubicado en el condado de Yuma en el estado estadounidense de Colorado. En el Censo de 2010 tenía una población de 29 habitantes y una densidad poblacional de 9,89 personas por km².

## Geografía
Vernon se encuentra ubicado en las coordenadas 39°56′22″N 102°18′25″O / 39.93944, -102.30694. Según la Oficina del Censo de los Estados Unidos, Vernon tiene una superficie total de 2.93 km², de la cual 2.93 km² corresponden a tierra firme y (0%) 0 km² es agua.

## Demografía
Según el censo de 2010, había 29 personas residiendo en Vernon. La densidad de población era de 9,89 hab./km². De los 29 habitantes, Vernon estaba compuesto por el 89.66% blancos, el 0% eran afroamericanos, el 0% eran amerindios, el 6.9% eran asiáticos, el 0% eran isleños del Pacífico, el 0% eran de otras razas y el 3.45% pertenecían a dos o más razas. Del total de la población el 24.14% eran hispanos o latinos de cualquier raza.